# Longaniza de Graus
La longaniza de Graus es un embutido a base de cerdo originario de Graus, Aragón, España. Este producto se ha elaborado desde antaño con los mejores cortes de la carne de cerdo y hoy es un renombrado producto que se consume en toda la Comarca de Ribagorza. Se consume asado o frito, en bocatas, con patatas, sobre tortas o cocas de pan, en lentejas y otros potajes, servido en rodajas como tapa y en guisos de todo tipo. 

## Características
Este embutido posee un mínimo de 70% de carne magra de cerdo, así como panceta, papada o tocino (en no más de un 30%). Entre los diferentes condimentos que se usan, podemos mencionar sal y pimienta, tomillo, orégano, clavo de olor, nuez moscada, anís o vino oloroso, etc. Cada carnicería guarda su propia receta. Se embute en tripa natural y se presenta en forma de herradura, de 20 a 70 cm de longitud.
La longaniza de Graus se clasifica en dos tipos según el tiempo de curación y de la proporción de ingredientes en el relleno:
- Longaniza fresca, de pocos días de curación. Se debe cocinar antes de consumir.
- Longaniza curada, cuyos meses de curación se deben etiquetar en el producto. Es posible comerla cruda.

Esta longaniza puede consumirse en bocadillo, asada, servida en rodajas para tapas, en cocas, en guisos con patatas, etc.

## Carnicerías productoras
La Asociación de Fabricantes de Longaniza de Graus está conformada por las tres charcuterías que producen la longaniza:
- Embutidos Aventín, fundado en 1963 por la familia Aventín[4]
- Embutidos Artesanos Melsa, fundado en 1860 por la familia Melsa[5]
- Casa Maella, fundada en 1415, es la carnicería más antigua de Aragón[6][7][8]

## Protección
La longaniza de Graus se etiqueta como C'Alial, que es la Marca de Garantía de Calidad del Gobierno de Aragón.

## Promoción

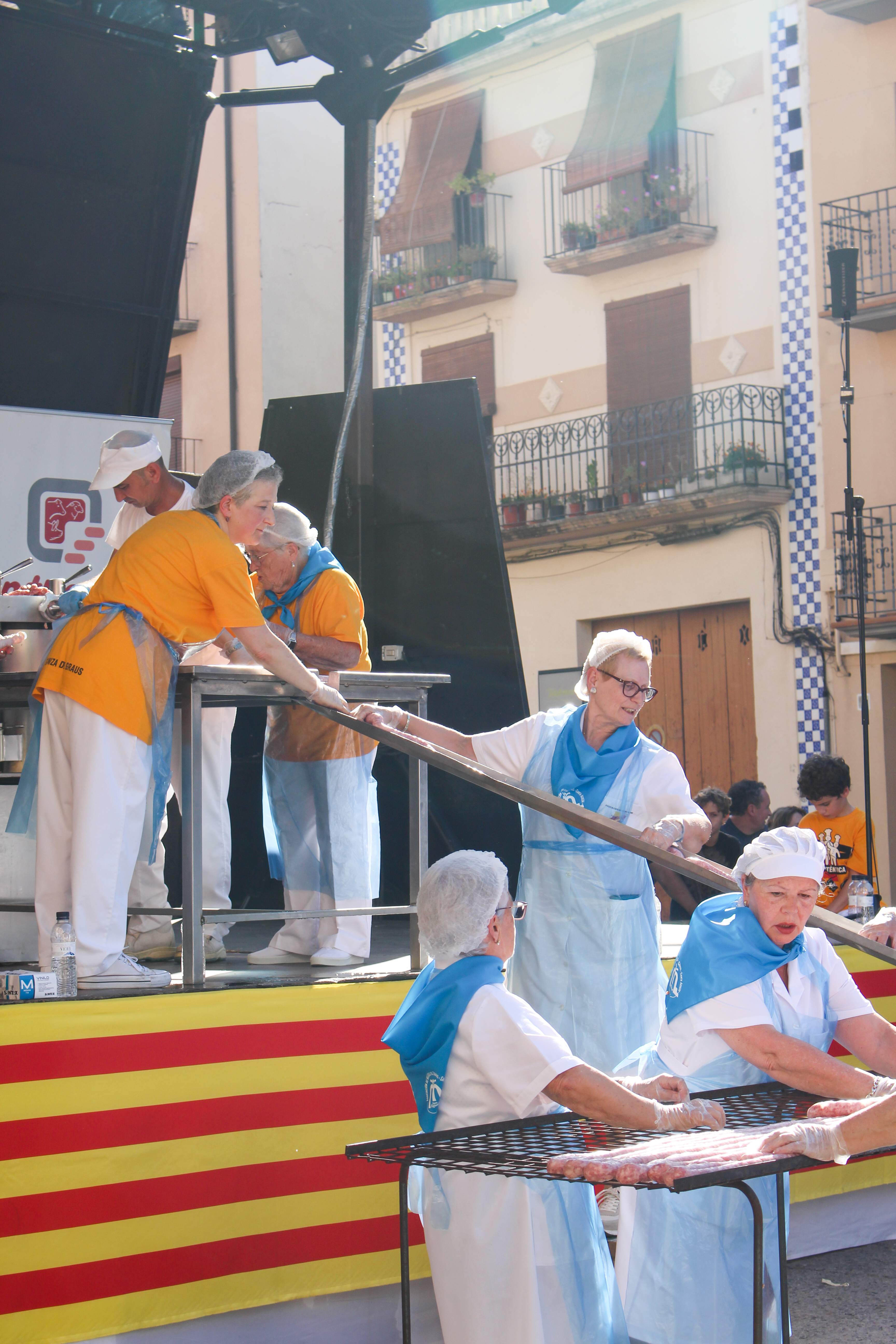
Día de la Longaniza, en Graus

Desde 1992, se celebra cada julio (el último fin de semana del mes) en Graus el Día de la Longaniza, que actualmente tiene el honor de preparar una longaniza de quinientos metros, la más larga del mundo. Para la festividad, se cierra al tráfico la avenida principal desta villa –la Calle Barranco– y se crea una gran brasa a cielo abierto, sobre la cual una grúa hace bajar una parrilla de 25 m² con la longaniza dispuesta de forma serpenteada. Una vez asado el embutido, se procede a cortar en trozos y se reparte con pan local a los vecinos y visitantes, acompañado de música y vino.
A pesar de tener poco más de 30 años, la Fiesta de la Longaniza ha arraigado rápidamente en la localidad y es un orgullo para sus habitantes. En 1997 quedó registrada en el Libro Guiness de los Récords por ser la longaniza más grande del mundo (505,47 m). En 2013, la fiesta fue declarada Fiesta de Interés Turístico de Aragón.